# Кемпіни-Мале
Кемпіни-Мале (пол. Kępiny Małe, нім. Zeyersvorderkampen) — село в Польщі, у гміні Новий Двур-Гданський Новодворського повіту Поморського воєводства.
Населення — 424 особи (2011).
У 1975-1998 роках село належало до Ельблонзького воєводства.

## Демографія
Демографічна структура станом на 31 березня 2011 року:
|          | Загалом | Допрацездатний вік | Працездатний вік | Постпрацездатний вік |
| -------- | ------- | ------------------ | ---------------- | -------------------- |
| Чоловіки | 214     | 52                 | 151              | 11                   |
| Жінки    | 210     | 51                 | 127              | 32                   |
| Разом    | 424     | 103                | 278              | 43                   |